# 파트모스섬

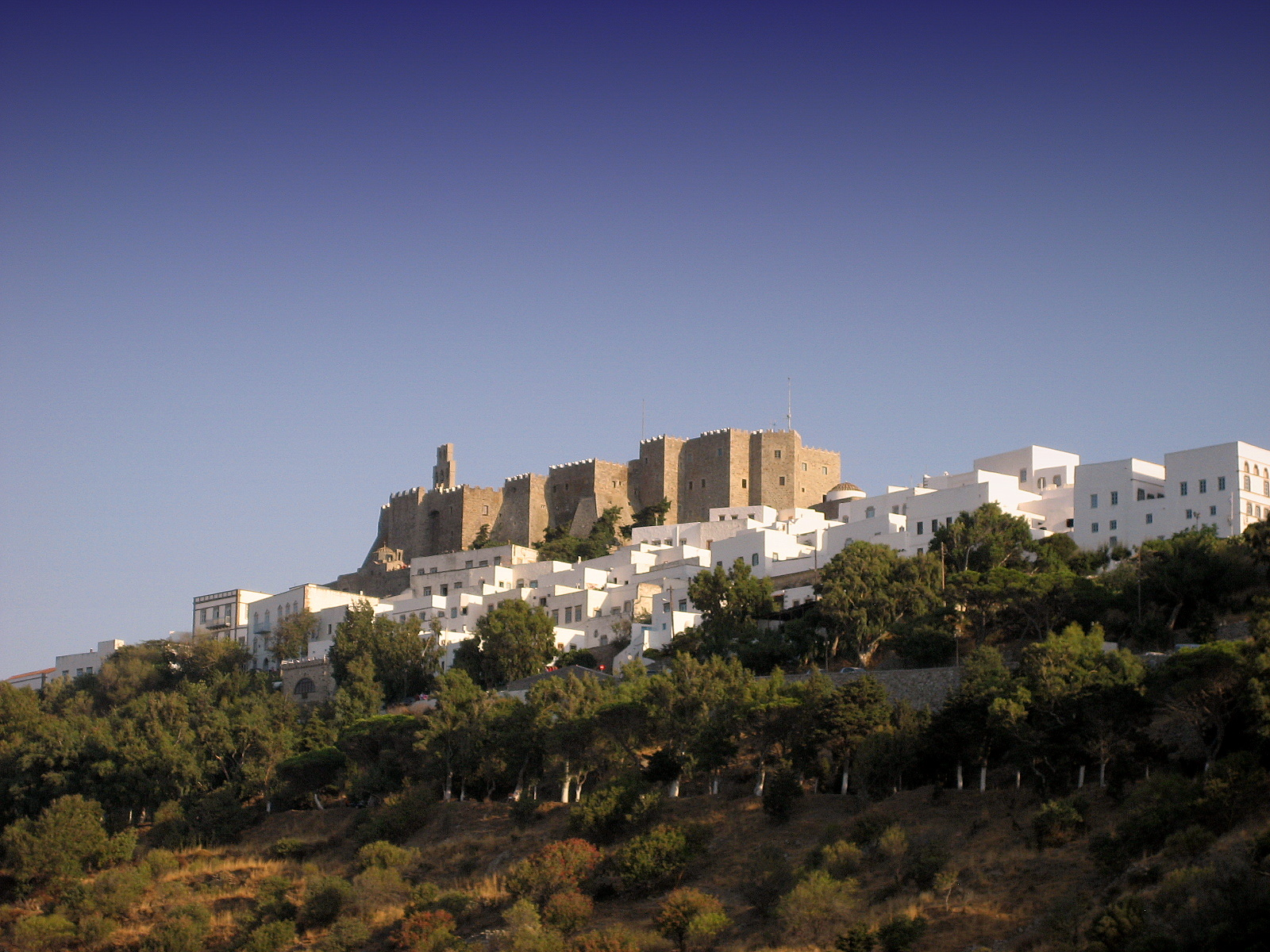
파트모스섬의 성과 코라.

파트모스섬(Patmos, 그리스어: Πάτμος) 또는 밧모섬은 에게해의 조그마한 그리스 섬의 하나로, 기독교 성경의 요한계시록의 관점과 글에 나타난 지역으로 잘 알려져 있다.
도데카니사 제도 최북단 섬들 가운데 하나로, 인구는 2,998명이고 면적은 34.05 제곱 킬로미터이다. 가장 높은 지대는 해발고도 260미터(883피트)인 프로피티스 일리아스(Profitis Ilias)이다.
1999년, 성 요한 수도원과 파트모스섬 요한 계시록 동굴과 더불어 이 섬의 역사적 중심지 코라는 유네스코에 의해 세계유산으로 지정되었다.

## 역사
그리스 신화의 한 전설에 따르면 이 섬의 원래 이름은 레토이스(Letois)였다.

## 지리
파트모스섬은 터키의 서쪽 해안과 아시아 대륙에서 떨어져 있다. 도데카니사 제도 최북단 섬들 가운데 하나이다. 주변 이웃 섬들에서 서쪽으로 멀리 떨어져 있다.
면적은 34.05 제곱 킬로미터(13.15 제곱 마일)이다. 최고점은 프로피티스 일리아스(Profitis Ilias)이며 해발고도 269미터에 위치해 있다.
파트모스의 주요 지역은 코라(Chora, 수도)와 스칼라(Skala)이다.

## 자매 도시
파트모스섬은 다음과 자매 도시이다:
- 그로타페라타, 이탈리아[3]
- 글래스턴베리, 영국

## 추가 문헌
- Tom Stone: The Summer of My Greek Taverna: A Memoir, Simon & Schuster, New York NY 2003, ISBN 0-7432-4771-X (Stone brings readers into the tiny Greek island world of Patmos.)

## 같이 보기
- 이카리아